# Helengeli
Helengeli (Divehi : ހެލެނގެލި) est une petite île inhabitée des Maldives. Elle constitue une des îles-hôtel des Maldives en accueillant le Helengeli Tourist Village depuis 1979, rénové en 1996 sous le nom de Helengeli Island Resort. Le nom de l'île signifie « île-récif tremblante ». Deux naufrages ont été recensés à proximité, celui du Swiss le 20 mai 1890, reliant Pondichery à Marseille, et le Dharuma, voilier maldivien, le 24 janvier 1962.

## Géographie
Helengeli est située dans le centre des Maldives, dans le Nord-Est de l'atoll Malé Nord, dans la subdivision de Kaafu. Elle est située à environ 59km de Malé et son aéroport.